# São Sebastião do Paraíso
São Sebastião do Paraíso là một đô thị thuộc bang Minas Gerais, Brasil. Đô thị này có diện tích 822,295 km², dân số năm 2007 là 61838 người, mật độ 79,3 người/km².